# Departamento Cochabamba
Das Departamento Cochabamba (Quechua Quchapampa suyu) liegt im geographischen Zentrum Boliviens. Es hat eine Fläche von 55.631 km² und 2.005.373 Einwohner (2024). Hauptort ist die gleichnamige Stadt Cochabamba.

## Geographie und Wirtschaft
Cochabamba grenzt im Norden an Beni, im Osten an Santa Cruz, im Südosten an Chuquisaca, im Süden an Potosí, im Südwesten an Oruro und im Westen an La Paz.
Während der westliche und zentrale Teil des Departamentos Teil des Altiplano sind, liegen die nordöstlichen Gebiete (Provinz Chapare) auf bloß 300 m Höhe im Übergangsbereich zum tropischen Regenwald.
Cochabamba war und ist ein wichtiger Produzent von Mais und Weizen in Bolivien. In den Tiefebenen des Nordostens ist der Anbau von Coca von wirtschaftlicher Bedeutung.

## Bevölkerung
Die Einwohnerzahl des Departamento ist zwischen 1950 und 2024 auf mehr als das Vierfache angestiegen:
| Jahr | Einwohner | Quelle       |
| ---- | --------- | ------------ |
| 1950 | 452.145   | Volkszählung |
| 1976 | 720.952   | Volkszählung |
| 1992 | 1.110.205 | Volkszählung |
| 2001 | 1.455.711 | Volkszählung |
| 2012 | 1.758.143 | Volkszählung |
| 2024 | 2.005.373 | Volkszählung |

Von den 1.455.711 Einwohnern des Departamento Cochabamba zur Zeit der Volkszählung von 2001 lebten 856.409 in städtischen und 599.302 in ländlichen Gebieten. Mit 26,17 Einwohnern pro km² ist das Departamento Cochabamba das am dichtesten besiedelte Departamento Boliviens. 74,36 % der über 15 Jahre alten Einwohner (64,27 % im städtischen und 90,65 % im ländlichen Raum) zählen sich selbst zu den Angehörigen indianischer Völker. Den Angaben der Volkszählung von 2001 zufolge beherrschen 81,52 % der über 6 Jahre alten Einwohner die spanische Sprache (95,87 % im städtischen und 59,89 % im ländlichen Raum). Für 60 % der Bevölkerung ist Spanisch die primäre Sprache, für 37 % Quechua (Volkszählung 2012).

## Gliederung nach Provinzen
Das Departamento Cochabamba gliedert sich in 16 Provinzen
| Provinz               | Fläche     | Einwohner 1992 (Volkszählung) | Einwohner 2001 (Volkszählung) | Einwohner 2012 (Volkszählung) | Einwohner 2024 (Volkszählung) |
| --------------------- | ---------- | ----------------------------- | ----------------------------- | ----------------------------- | ----------------------------- |
| Provinz Arani         | 576 km²    | 23.331                        | 24.053                        | 18.444                        | 19.836                        |
| Provinz Arque         | 1.069 km²  | 18.249                        | 23.464                        | 20.850                        | 21.184                        |
| Provinz Ayopaya       | 9,298 km²  | 54.597                        | 60.959                        | 54.531                        | 55.782                        |
| Provinz Bolívar       | 721 km²    | 7.081                         | 8.635                         | 7.279                         | 8.197                         |
| Provinz Campero       | 5.870 km²  | 30.358                        | 37.011                        | 35.763                        | 36.146                        |
| Provinz Capinota      | 981 km²    | 24.444                        | 25.582                        | 29.744                        | 31.108                        |
| Provinz Carrasco      | 12.443 km² | 77.814                        | 116.205                       | 135.484                       | 176.061                       |
| Provinz Cercado       | 287 km²    | 414.307                       | 517.024                       | 632.013                       | 661.484                       |
| Provinz Chapare       | 15.444 km² | 131.727                       | 187.358                       | 263.137                       | 333.408                       |
| Provinz Esteban Arce  | 1315 km²   | 29,717                        | 31.997                        | 37.245                        | 53.964                        |
| Provinz Germán Jordán | 202 km²    | 27.505                        | 31.768                        | 34.498                        | 35.457                        |
| Provinz Mizque        | 2.915 km²  | 27.959                        | 36.181                        | 35.806                        | 36.534                        |
| Provinz Punata        | 397 km²    | 47.402                        | 47.735                        | 54.655                        | 61.382                        |
| Provinz Quillacollo   | 1.610 km²  | 145.197                       | 246.803                       | 336.615                       | 405.039                       |
| Provinz Tapacarí      | 1.646 km²  | 19.202                        | 25.919                        | 24.625                        | 24.534                        |
| Provinz Tiraque       | 2.736 km²  | 31.315                        | 35.017                        | 42.072                        | 45.257                        |

## Größte Städte
| Stadt       | Einwohner 2001 (Volkszählung) | Einwohner 2010 (Fortschreibung) |
| ----------- | ----------------------------- | ------------------------------- |
| Cochabamba  | 516.683                       | 624.850                         |
| Sacaba      | 92.581                        | 105.726                         |
| Quillacollo | 74.980                        | 85.739                          |
| Colcapirhua | 41.637                        | 47.728                          |
| Tiquipaya   | 26.732                        | 30.675                          |

## Politik
Gesamtergebnis im Departamento Cochabamba bei den Regionalwahlen vom 4. April 2010:
| Wahl- berechtigte |  | Wahl- beteiligung | gültige Stimmen |  | MAS-IPSP | UN-CP   | MSM    | MNR    |
| ----------------- |  | ----------------- | --------------- |  | -------- | ------- | ------ | ------ |
| 939.903           |  | 819.601           | 671.186         |  | 415.245  | 174.175 | 52.516 | 29.250 |
|                   |  | 87,2 %            | 81,9 %          |  | 61,9 %   | 26,0 %  | 7,8 %  | 4,4 %  |

Gesamtergebnis im Departamento Cochabamba bei den Regionalwahlen (elecciones de autoridades políticas) vom 7. März 2021:
| Wahl- berechtigte |  | Wahl- beteiligung | gültige Stimmen |  | MAS-IPSP | SÚMATE  | MTS    | UNIDOS.CBBA | C-A    | SOMOS  |
| ----------------- |  | ----------------- | --------------- |  | -------- | ------- | ------ | ----------- | ------ | ------ |
| 1.352.936         |  | 1.165.226         | 1.061.981       |  | 609.973  | 267.308 | 78.805 | 46.030      | 21.875 | 15.504 |
|                   |  | 82,40 %           | 81,65 %         |  | 57,44 %  | 25,17 % | 7,42 % | 4,33 %      | 2,06 % | 1,46 % |